# Boleum
Boleum là chi thực vật có hoa trong họ Cải.